# Linelight
Linelight est un jeu vidéo de puzzle développé et édité par My Dog Zorro, sorti en 2017 sur Windows, Mac, Linux et PlayStation 4.

## Accueil
- Canard PC : 8/10[1]
- GameKult : 7/10[2]